# Natalia Alexeïevna de Russie
La grande-duchesse Natalia Alexeïevna de Russie ( russe : Наталья Алексеевна ; 21 juillet 1714 - 22 novembre 1728) est la sœur aînée de l'empereur Pierre II de Russie et la cousine germaine de l'impératrice Marie-Thérèse d'Autriche et de Pierre III de Russie.

## Biographie
Née à Saint-Pétersbourg, elle est la fille unique d'Alexis Petrovich, tsarévitch de Russie, et de Charlotte-Christine de Brunswick-Lunebourg. Elle est la petite-fille de Pierre 1er le Grand et la sœur du tsar Pierre II. Après la mort de son père, elle et son frère sont transférés à la cour russe en 1719, où ils sont élevés sous la supervision d'Anna Ivanovna Kramer.
Son frère devient monarque en 1727. Elle est son héritière après Élisabeth et Anne. Elle devient un sujet d'attention à la cour et Alexandre Danilovitch Menchikov souhaite qu'elle épouse son fils. Elle est décrite comme intelligente et gentille et est considérée comme une bonne influence sur son frère, qui est proche d'elle.
Elle meurt à Moscou célibataire et sans descendance.